# Rete telefonica generale
La rete telefonica generale, sigla RTG o PSTN (Public Switched Telephone Network, il corrispondente termine inglese di "rete telefonica generale"), anche chiamata rete telefonica pubblica commutata, è la più grande rete telefonica esistente. Posseduta da una lunghissima lista di società private, pubbliche, e a capitale misto, di tutto il mondo, copre l'intero pianeta ed è ad accesso pubblico: chiunque può accedervi pagando, nei casi in cui è richiesto, per il suo utilizzo.

## Descrizione

### Definizione tecnica
La rete telefonica generale tecnicamente si può definire come la concatenazione a livello mondiale delle reti telefoniche pubbliche a commutazione di circuito, allo stesso modo in cui Internet è la concatenazione a livello mondiale delle reti di computer pubbliche a commutazione di pacchetto basate sul protocollo IP.
Relativamente alla definizione data: "concatenazione" perché la rete telefonica generale è posseduta da una lista lunghissima di aziende sia pubbliche che private le quali ne possiedono ognuna una parte, in modo del tutto simile a quanto avviene per la rete Internet; "pubbliche" non nel senso di possedute dagli Stati (le reti telefoniche possono essere infatti possedute dagli Stati ma anche da privati) ma nel senso di accessibili a chiunque lo desideri; "a commutazione di circuito" perché è la tecnologia su cui si basa.

#### Uso delle sigle RTG e PSTN
Le sigle RTG e PSTN sono spesso usate impropriamente per indicare la tecnologia di telefonia fissa e mobile con le prestazioni più esigue utilizzata attualmente, la tecnologia di telefonia fissa attualmente più diffusa e a cui ci si riferisce propriamente con l'acronimo POTS.

#### Regolamentazione
La RTG agisce attraverso le direttive create dall'ITU-T e usa i numeri telefonici per l'indirizzamento.

### Importanza
La rete telefonica generale attualmente rappresenta il mezzo più diffuso per comunicare nel mondo in tempo reale tra le persone. I principali servizi offerti sono la telefonia (la telefonia è un'applicazione delle telecomunicazioni che permette la comunicazione vocale tra due o più persone situate a distanza) tra due punti geografici o più (audioconferenza), la videotelefonia (la videotelefonia è un'applicazione delle telecomunicazioni che permette la comunicazione vocale e visiva tra due o più persone situate a distanza) tra due punti geografici o più (videoconferenza), e la trasmissione dati tra due punti geografici o più (ad esempio per il telefax e l'accesso ad Internet).
La rete telefonica generale rappresenta anche la più grande rete per telecomunicazioni esistente al mondo, copre infatti l'intero pianeta più capillarmente di quanto faccia la rete di computer  Internet che le è seconda in termini di grandezza. Proprio per tale motivo la rete telefonica generale è utilizzata anche per l'accesso ad Internet.
La nascita della rete telefonica generale può essere fatta risalire alla nascita delle prime reti telefoniche pubbliche negli ultimi due decenni del XIX secolo. Reti telefoniche pubbliche separate tra loro e serventi un numero molto ristretto di utenti col passare dei decenni hanno servito un numero sempre maggiore di utenti e sono state collegate progressivamente fra loro fino a formare un'unica grande rete telefonica mondiale.

### Servizi telefonici offerti
La rete telefonica generale può offrire i seguenti servizi telefonici:
- comunicazione fonica full duplex tra due o più utenti collegati alla RTG (è chiamata comunemente telefonata);
- comunicazione fonica e visiva full duplex tra due utenti collegati alla RTG (è chiamata comunemente videochiamata);
- SMS;
- MMS;
- telefax;
- trasmissione dati tra due utenti collegati alla rete RTG;
- accesso alla rete Internet.

Servizi supplementari a richiesta:
- caller ID che consente di visualizzare il numero del chiamante su un telefono compatibile o uno strumento da affiancare al telefono;
- avviso di chiamata che consente di mettere in attesa una telefonata per rispondere ad un'altra;
- trasferimento di chiamata che consente di trasferire tutte le telefonate in arrivo sul proprio numero verso un numero fisso o mobile;
- conferenza a tre per dialogare alternativamente con 3 persone;
- STC segreteria telefonica centralizzata.

## Caratteristiche

### Architettura
La rete telefonica generale è composta da una rete di accesso e da una rete di trasporto. L'organo di commutazione principale o nodo di rete sono le varie centrali telefoniche distribuite in maniera capillare sul territorio e con vari gradi di gerarchia.

### Struttura
In origine la rete telefonica generale era una rete telefonica analogica, attualmente è diventata quasi totalmente digitale. Fa eccezione quello che viene chiamato "ultimo miglio", cioè il tratto della RTG che collega l'utente alla prima centrale telefonica nella telefonia fissa: esclusa la telefonia fissa in standard ISDN, che rappresenta la minoranza, il resto è in standard analogico. La conversione analogico-digitale avviene nella centrale di accesso.

### Digitalizzazione
In passato la tecnologia analogica era utilizzata in tutte le tratte della rete telefonica generale. Oggi invece la rete telefonica generale è quasi del tutto digitalizzata, vengono infatti utilizzati in quasi tutte le sue tratte standard telefonici digitali, comprese quelle della telefonia mobile in cui sono utilizzati attualmente solo standard telefonici digitali. L'unica tratta spesso non digitalizzata ovvero ancora analogica rimane l'ultimo miglio, la tratta della rete telefonica generale che nella telefonia fissa collega l'utente finale alla prima centrale telefonica, nella quale è ancora largamente utilizzata la tecnologia POTS.

### FXO
FXO (Foreign eXchange Office) è l'interfaccia che riceve il servizio di telefonia da un accesso POTS. Ad esempio è la spina (plug) presente sui telefoni standard. Si dice, in questo caso, che un'interfaccia FXO "vede" il fornitore del servizio.

### FXS
FXS (Foreign eXchange Station) è l'interfaccia che fornisce il servizio di telefonia proveniente direttamente dalla centrale della compagnia telefonica. Ad una interfaccia FXS è necessario collegare un apparato come telefono, modem o fax. Si dice anche che un'interfaccia FXS "vede" direttamente l'usufruitore del servizio.

### Funzionamento
Ad ogni utenza viene assegnato un numero chiamato comunemente numero telefonico. Per mettersi in comunicazione con una particolare utenza della RTG è sufficiente comporre con i vari dispositivi di accesso alla RTG (tra cui telefoni, fax e modem) il corrispondente numero telefonico. La commutazione tipica usata è quella a commutazione di circuito.

## Accesso per l'utente finale

### Modi di accesso
I modi di accesso alla rete telefonica generale per l'utente finale sono le seguenti:
- telefonia fissa
- telefonia mobile
  - telefonia cellulare
  - telefonia satellitare
- telefonia pubblica
- collegamento a Internet

### Tecnologie di accesso
Le tecnologie di accesso alla rete telefonica generale per l'utente finale possono essere sia analogiche che digitali. Le prime tecnologie erano analogiche. Col passare dei decenni sono nate quelle digitali destinate nel prossimo futuro a soppiantare completamente le analogiche.

#### Per la telefonia fissa
Le tecnologie analogiche di accesso alla rete telefonica generale per la telefonia fissa sono le seguenti:
- POTS

Le tecnologie digitali di accesso alla rete telefonica generale per la telefonia fissa sono le seguenti:
- ISDN
- VoIP

#### Per la telefonia cellulare
Le tecnologie analogiche di accesso alla rete telefonica generale per la telefonia cellulare sono le seguenti:
- TACS (in disuso)
- ETACS (in disuso)

Le tecnologie digitali di accesso alla rete telefonica generale per la telefonia cellulare sono le seguenti:
- GSM
- UMTS
- LTE (telefonia)
- VoIP

#### Per il collegamento a Internet
Le tecnologie di accesso alla rete telefonica generale per il collegamento a Internet sono le seguenti:
Per accesso da rete fissa:
- PSTN (modem analogici)
- ISDN
- DSL in varie forme (ADSL, ADSL2, ADSL2+, HDSL, VDSL, VDSL2, eccetera)
- Ethernet via fibra ottica (in fase iniziale) FTTx

Per accesso da rete mobile:
- GPRS
- EDGE
- HSDPA
- LTE (telefonia)

## Trasporto

### Tecnologie per il trasporto
L'architettura protocollare di trasporto della rete telefonica prevede il protocollo di segnalazione SS7, necessario per l'instaurazione della connessione end-to-end fissa e dedicata attraverso i nodi di commutazione e la successiva commutazione di circuito, al di sopra di protocolli SDH ed eventualmente anche WDM.